# Estado (Einheit)
Der Estado, Estadal,  Braza oder auch Toesa, war ein spanisches Längenmaß.
Es entsprach dem Faden bzw. der Klafter. 
- 1 Estado = 1 ½ Passos = 2 Varas = 4 Codos = 6 Pies = 8 Palmo mayores = 24 Palmos menores = 72 Pulgados = 96 Dedos = 1152 Lineas[1]
- 1 Estado = 751 4/5 Pariser Linien (751,8)[2] = 1,67 Meter[3] = 1,695 Meter[4]